# Parada de Cima
Parada de Cima est le plus gros village de la paroisse de Fonte de Angeão, rattachée à la commune de Vagos, dans le district d'Aveiro, au Portugal.
Une grande partie de sa population passée a émigré, principalement vers l'Espagne ou la France.
L'économie du village repose sur l'agriculture.